# بيل يونغ (سياسي نيوزلندي)
بيل يونغ (بالإنجليزية: Bill Young)‏ هو دبلوماسي وسياسي نيوزلندي، ولد في 13 نوفمبر 1913، وتوفي في 14 يوليو 2009. انتخب سفير وانتخب عضو مجلس النواب النيوزيلندي.